# Cadence of Hyrule
Cadence of Hyrule: Crypt of the NecroDancer Featuring The Legend of Zelda — музыкальная инди-игра в жанре roguelike, разработанная командой Brace Yourself Games. Издание осуществляют Spike Chunsoft и Nintendo, а игра была выпущена 13 июня 2019 года эксклюзивно для приставки Nintendo Switch.
Игра является спин-оффом и кроссовером Crypt of the NecroDancer и серии The Legend of Zelda. Игра совмещает основные элементы жанра roguelike с элементами музыкальной игры и с элементами игр серии Zelda, такими как A Link to the Past. В Cadence of Hyrule игрок перемещается по процедурно сгенерированным подземельям и сражается с противниками, а все его действия наиболее эффективны при совершении движений под ритм музыки.

## Игровой процесс
Cadence of Hyrule сочетает ритмический игровой процесс Crypt of the NecroDancer с декорациями, персонажами и музыкой из серии The Legend of Zelda. Игроки проходят большую часть игры либо Линком, либо принцессой Зельдой, при этом прочие персонажи становятся доступны при продвижении по сюжету игры или после выполнения определённых задач. Одним из них является Каденция, главная героиня Crypt of the NecroDancer, и у каждого персонажа есть свои уникальные способности. Игроки продвигаются по всему миру, который состоит из заранее определённых регионов, связанных с серией Zelda, таких как замок Хайрул или Гора Смерти (англ. Death Mountain), но их относительное расположение меняется каждый раз при начале новой игры. Эта карта остаётся неизменной на протяжении всей игры, но некоторые подземелья заново генерируются случайным образом при каждом посещении.
Всякий раз, когда в локации находятся враги, от игрока требуется двигаться и атаковать в такт музыке с использованием кнопок направления. При попадании в такт музыки начисляются дополнительные бонусные очки и награды. Во время прохождения игры игрок может найти оружие или экипировку, такие как лопаты для прорывания через грязь, факелы раскрывающие содержимое сундуков, и боеприпасы из серии Zelda — луки, стрелы, бомбы и крючки.
Игра частично заимствует некоторые roguelike элементы из NecroDancer, например, игрок при потере всего своего здоровья теряет все собранные рупии и временные предметы. Бриллианты, которые можно найти в подземельях или заработать победив каждого врага в той или иной области, сохраняются даже в случае геймовера. Также есть опциональные режимы, такие как отключение необходимости играть под музыку, и режим перманентной смерти, в котором игроку нужно пройти кампанию без единой смерти. Имеется кооперативный режим, в котором два игрока могут играть на одной приставке Switch с использованием отсоединённых Joy-Con.

## Сюжет
В королевстве Хайрул таинственный человек по имени Октаво отправил короля в сон с помощью своей магической лютни, и в то же время усыпил и Линка с Зельдой. После этого он использовал Трифорс, и превратил свою лютню в золотую. В это время Каденция была таинственным образом телепортирована в Хайрул, и пробуждает Линка с Зельдой. Пока Каденция отправляется искать дорогу домой, Линк и Зельда отправляются в путешествие по Хайрулу для того чтобы найти и победить четырёх чемпионов Октаво. Каждый из них обладает собственным музыкальным инструментом, зачарованным магической силой. После того как Линк и Зельда, воссоединившись с Каденцией, с полученными инструментами входят в замок Хайрула, Октаво раскрывает им что он и его чемпионы должны были сражаться против Гaнона, которому предречено захватить Хайрул в будущем. Потерпев поражение, Октаво открывает портал в будущее, где Линк, Зельда и Каденция совместно противостоят Гaнону и побеждают его. В конце с помощью золотой лютни Линк и Зельда используют силу Трифорсa, и делают попытку отправить Каденцию в её собственный мир.

## Отзывы
| Сводный рейтинг       | Сводный рейтинг |
| Агрегатор             | Оценка          |
| --------------------- | --------------- |
| GameRankings          | 86,85 %         |
| Metacritic            | 86 из 100       |
| Иноязычные издания    |                 |
| Издание               | Оценка          |
| Destructoid           | 9,5 из 10       |
| Game Informer         | 7,75 из 10      |
| GameRevolution        | [ 9 ]           |
| GameSpot              | 8 из 10         |
| IGN                   | 8,8 из 10       |
| Jeuxvideo.com         | 17 из 20        |
| Nintendo Life         | [ 13 ]          |
| Nintendo World Report | 9,5 из 10       |
| RPGamer               | 4 из 5          |
| Shacknews             | 9 из 10         |
| USGamer               | [ 17 ]          |
| Русскоязычные издания |                 |
| Издание               | Оценка          |
| GoHa.Ru               | 8 из 10         |
| StopGame.ru           | Изумительно     |
| «Канобу»              | 8 из 10         |

Cadence of Hyrule получила «в целом благоприятные» отзывы по данным агрегатора оценок Metacritic.

### Комментарии
1. ↑  В Японии выпущена под названием Candence of Hyrule: Crypt of NecroDancer Feat. Zelda no Densetsu; ケイデンス・オブ・ハイラル: クリプト・オブ・ネクロダンサー Feat. ゼルダの伝説